# Пророк (пьеса)
«Пророк» (азерб. Peyğəmbər), или «Пейгамбар», — драма азербайджанского писателя и драматурга Гусейна Джавида, написанная в 1922—1923 годах и повествующая о жизни исламского пророка Мухаммеда. Частично публиковалась в журнале «Просвещение и культура». Во второй и третий раз была опубликована издательством «Азернешр» (1922—1923 и 1926). На сцене театра пьеса не ставилась.
Отличительной чертой этого произведения Джавида является то, что здесь не дан список действующих лиц. Известно также, что у пророка было много имён (Мухаммед, Ахмед, Мустафа, Расул, Акрам, Мурсал, Наби, ибн Абдулла, Мухаммед Амин, Махмуд, и другие). В драме «Пророк» Джавид называет Мухаммеда «Пророк» (Пейгамбар), «ибн Абдулла» или «сын Абдуллы».

## Сюжет
Состоит драма из четырёх действий, каждая из которых повествует об определённом периоде жизни пророка Мухаммеда (Бисат, Дават, Хиджрат и Нусрат).
Первое действие называется «Бисат». Слово «Бисат» означает «послание». В этой главе повествуется о том периоде в жизни пророка, когда он приглашает людей к исламу.
Второе действие называется «Дават». Слово «Дават» означает «призыв». Здесь Мухаммед призывает людей принять ислам.
Третья глава называется «Хиджрат». Слово «Хиджрат» означает «переселение». В этом действии рассказывается о переселении Мухаммеда из Мекки в Медину. С этого времени начинает своё исчисление исламский календарь (16 июля 622 года).
Последнее действие называется «Нусрат». Слово «Нусрат» означает «победа». Здесь повествуется о победе пророка Мухаммеда над курайшитами (имеется в виду битва при Бадре, когда в 624 году мусульмане под командованием Мухаммеда одержали победу над мекканцами)

## Критика
В своих критических работах Ханафи Зейналлы, стремясь объяснить социально-философскую сущность творчества Джавида, ограничивался констатированием ряда совпадений в произведениях Джавида, Фикрета и Хамида, не объясняя при этом социальной сущности этого явления. Ханафи Зейналлы, глубоко изучивший драматургию Джавида, писал в одной из своих статей в 1926 году: «Джавид создал произведения, которые по форме сходны с произведениями Хамида, по стилю напоминают Фикрета, по философским взглядам — Ризу Тевфика». В подтверждение этого Ханафи Зейналлы приводит отрывок из пьесы «Пророк».